# Monmouth (Maine)
Monmouth es un pueblo ubicado en el condado de Kennebec en el estado estadounidense de Maine. En el Censo de 2010 tenía una población de 4.104 habitantes y una densidad poblacional de 40,58 personas por km².

## Geografía
Monmouth se encuentra ubicado en las coordenadas 44°14′1″N 70°0′53″O / 44.23361, -70.01472. Según la Oficina del Censo de los Estados Unidos, Monmouth tiene una superficie total de 101.12 km², de la cual 88.15 km² corresponden a tierra firme y (12.83%) 12.97 km² es agua.

## Demografía
Según el censo de 2010, había 4.104 personas residiendo en Monmouth. La densidad de población era de 40,58 hab./km². De los 4.104 habitantes, Monmouth estaba compuesto por el 97.86% blancos, el 0.27% eran afroamericanos, el 0.19% eran amerindios, el 0.1% eran asiáticos, el 0% eran isleños del Pacífico, el 0.12% eran de otras razas y el 1.46% pertenecían a dos o más razas. Del total de la población el 1.19% eran hispanos o latinos de cualquier raza.